# Amalia Granata
Amalia Iris Sabina Granata (Rosario, 26 de febrero de 1981) es una modelo, panelista, política conservadora y activista provida argentina. Es diputada provincial de la provincia de Santa Fe desde 2019. Por el resultado en las elecciones provinciales de Santa Fe del año 2023, Granata extendió su mandato como Diputada Provincial para el período 2023-2027.

## Biografía
Comenzó su carrera televisiva de forma mediática, ya que fue a un programa y confesó haber mantenido relaciones sexuales con el cantante Robbie Williams, cuando este se encontraba de gira con su 2003 Tour por Argentina en noviembre de 2004.
A mediados de 2007 partió hacia Rumania junto con su pareja, el futbolista Cristian Fabbiani. Pocos meses después regresó a la Argentina, tomando distancia del jugador con quien tuvo una hija, nacida en 2008 en Rosario (Argentina).
Granata trabajó durante el Festival de Viña del Mar 2006 como notera
En mayo de 2007 ingresa al show Gran Hermano Famosos del canal de televisión argentino Telefé, resultando ser la primera expulsada del juego con el 54 % de los votos.
En 2012 posó desnuda para la edición argentina de la revista Playboy. También estuvo en la sexta edición del torneo argentino llamado Bailando 2010, del cual fue eliminada.
Durante 2017 y 2019 oficio como panelista en Pamela a la tarde conducido por Pamela David.
En mayo de 2018 fue panelista de Todas las tardes, conducido por Maju Lozano, por elnueve, pero fue echada por un polémico tuit sobre la muerte de la actriz y conductora María Eugenia Geñi Laprida (hija de María Eugenia Fernández, una de las Trillizas de Oro) dónde se burlaba del cáncer padecido por Laprida.Tras amoríos con varios futbolistas dónde había tenido relaciones intimas, reveló "que le gustaban los señores mayores y que no fueran tacaños".

## Carrera política
Su participación en la escena política comenzó en las elecciones PASO del año 2017, presentándose como candidata a diputada nacional a través del Partido Popular de Santa Fe y dentro del espacio Una Santa Fe Renovada, en el cual no obtuvo el porcentaje suficiente en las elecciones generales para adquirir un puesto. No obstante, luego del movimiento antiabortista contra la legalización del aborto en 2018, autodenominado Ola Celeste, Granata se suma a un partido de carácter conservador. El 28 de abril de 2019 se presentó en la provincia de Santa Fe como precandidata a diputada provincial por el partido Unite por la Libertad y la Dignidad, del frente electoral Unite por la Vida y la Familia, junto con una lista de diputados, senadores provinciales, algunos intendentes y concejales. En esta ocasión obtuvo más de 287 000 votos logrando un 10,75% de los sufragios y de esta forma se convirtió en la tercera candidata más votada, luego del Frente Progresista Cívico y Social y la alianza Cambiemos. [cita requerida]Asumió su cargo el 10 de diciembre de 2019, aunque previamente por diferencias con sus compañeros de partido, anunció la división del bloque pasando a formar el espacio Somos Vida adoptando el nombre de lista que habían utilizado en elecciones.
En julio de 2021, el PRO confirmó a Amalia Granata como segunda precandidata a senadora nacional junto a Federico Angelini en primer lugar, para competir contra las tres listas de la UCR dentro de la coalición de Juntos por el Cambio. Esta precandidatura hizo que el presidente del partido Unite, José Bonacci, dejara sin efecto el aval del bloque del cual ella formaba parte. Finalmente el 12 de septiembre, su formula obtendría el 24,38% siendo este un total de 163 680 votos, el cual no le alcanzaría para superar las PASO y quedaría en tercer lugar ante sus contrincantes.
En septiembre de 2022 un grupo de diputados provinciales pidió su expulsión por afirmar que el atentado contra Cristina Kirchner estaba "armado". Granata respondió amenazando con "meterse con sus amantes" y sus "chanchurrios". Finalmente, no se reunieron los votos necesarios para su expulsión.
Para las elecciones provinciales de 2023, Granata vuelve al partido Unite por la Libertad y la Dignidad y es reelecta diputada provincial junto a otros 6 compañeros que también fueron electos para el periodo 2023-2027 volviendo a ser un solo bloque siendo ella la presidenta.

## Vida personal
Estuvo en pareja dos años con el futbolista Cristian Fabbiani, con quien tuvo una hija en el año 2008. Desde febrero del 2016 mantiene una relación con el empresario Leonardo Squarzon, padre de su segundo hijo.

## Filmografía

### Televisión
| Año        | Título                   | Rol                | Notas                | Canal           |
| ---------- | ------------------------ | ------------------ | -------------------- | --------------- |
| 2006       | REC                      | Presentadora       | Segmento "MisiónSex" | Chilevisión     |
| 2006       | Intrusos                 | Panelista          |                      | La Red          |
| 2007       | Gran Hermano Famosos     | Participante       | 1.ª eliminada        | Telefe          |
| 2009-2010  | Un mundo perfecto        | Staff              |                      | América TV      |
| 2010-2011  | Zapping Diario           | Conductora         |                      | Telefe          |
| 2010       | Showmatch: Bailando 2010 | Participante       | 15.ª eliminada       | El Trece        |
| 2010-2011  | GH 2011 El Debate        | Panelista          |                      | América TV      |
| 2011-2012  | Soñando por Bailar 2     | Jurado             |                      | El Trece        |
| 2013       | El chimentero 3.0        | Panelista          |                      | Ciudad Magazine |
| 2013       | Venus                    | Panelista          |                      | El Nueve        |
| 2013       | Implacables              | Panelista          |                      | El Nueve        |
| 2017       | Ponele la firma          | Panelista          |                      | América TV      |
| 2017, 2019 | Pamela a la tarde        | Panelista          |                      | América TV      |
| 2018       | Todas las tardes         | Panelista          |                      | El Nueve        |
| 2025       | Viviana en vivo          | Panelista invitada |                      | El Trece        |
| 2025       | Sálvese quien pueda      | Panelista invitada |                      | América TV      |